# Pokret otpora
Pokret otpora označava razne oblike otpora kojeg pružaju pojedinci, skupine ili organizacije vlasti ili politici koju smatraju neprihvatljivom.
Pri tome služe raznim metodama koje mogu biti nenasilne (propaganda, pasivni otpor, prosvjed) - ili nasilnu (sabotaža, atentati i dr. 
Izraz pokret otpora prvi put počeo rabiti tijekom drugog svjetskog rata, kod francuskog pokreta otpora u doba njemačke okupacije 1940-44. 

## Povezani članak
- Pokreti otpora u Drugom svjetskom ratu